# Proliferodiscus pulveraceus
Proliferodiscus pulveraceus är en svampart som först beskrevs av Alb. & Schwein., och fick sitt nu gällande namn av Baral 1985. Proliferodiscus pulveraceus ingår i släktet Proliferodiscus och familjen Hyaloscyphaceae.  Arten är reproducerande i Sverige. Inga underarter finns listade i Catalogue of Life.